# Gla Deyah
Gla Deyah is een bestuurslaag in het regentschap Aceh Besar van de provincie Atjeh, Indonesië. Gla Deyah telt 589 inwoners (volkstelling 2010).